# Юрі Фрейтас де Кастільйо
Юрі Ліріу Фрейтас ді Кастілью (порт.-браз. Iury Lírio Freitas de Castilho), також відомий як Юрі, або Іурі (порт.-браз. Iury; нар. 6 вересня 1995, Ріо-де-Жанейро, Бразилія) — бразильський футболіст, нападник клубу «Ан-Наср» (Дубай).

## Біографія
Вихованець футбольних клубів «Тігрес до Бразіл» та «Аваї». На дорослому рівні дебютував у 2014 році за «Аваї» в Лізі Катаріненсе, а в наступному році дебютував у бразильській Серії А. Всього провів в різних змаганнях за клуб в цілому 29 матчів (3 голи), 5 з яких у чемпіонаті Бразилії (2 у Серії А і 3 у Серії В).
В липні 2017 року підписав контракт з луганською «Зорею». За сезон забив 11 голів у 25 матчах, ставши найкращим бомбардиром клубу, після чого був проданий у еміратський «Ан-Наср» (Дубай).